# Rolle violet
Eurystomus glaucurus
Espèce
Statut de conservation UICN

 LC  : Préoccupation mineure
Le Rolle violet (Eurystomus glaucurus) est une espèce d'oiseau appartenant à la famille des Coraciidae.